# Fuerte de Alqueidão
El Fuerte de Alqueidão, o Fuerte de Monte Agraço, también conocido como Gran Fuerte, está ubicado a dos kilómetros al sur del municipio Sobral de Monte Agraço, al norte de Lisboa, en Portugal. 
Fue una de las primeras y más importantes de las 152 fortificaciones que formaron las conocidas como Líneas de Torres Vedras, sistema de reductos y fuertes construidos en 1809-1810, durante la guerra Peninsular (o guerra de la Independencia), para defender Lisboa de las tropas francesas  que invadieron Portugal, al mando del mariscal André Masséna, en el verano de 1810.

## Historia
Como consecuencia del Tratado de Fontainebleau, firmado entre España y Francia en octubre de 1807, en el que se acordaba la invasión y subsiguiente división y de Portugal en tres reinos, tropas francesas al mando del general Junot invadieron el territorio portugués, llegando a ocupar Lisboa. Portugal pidió ayuda al gobierno británico que, en julio de 1808, envió un ejército expedicionario al mando del futuro duque de Wellington. Este ejército derrotó a los franceses en las batallas de Roliça y de Vimeiro, ambas en agosto de 1808. Estas derrotas forzaron la negociación del Convenio de Sintra que condujo a la salida de los franceses de Portugal.

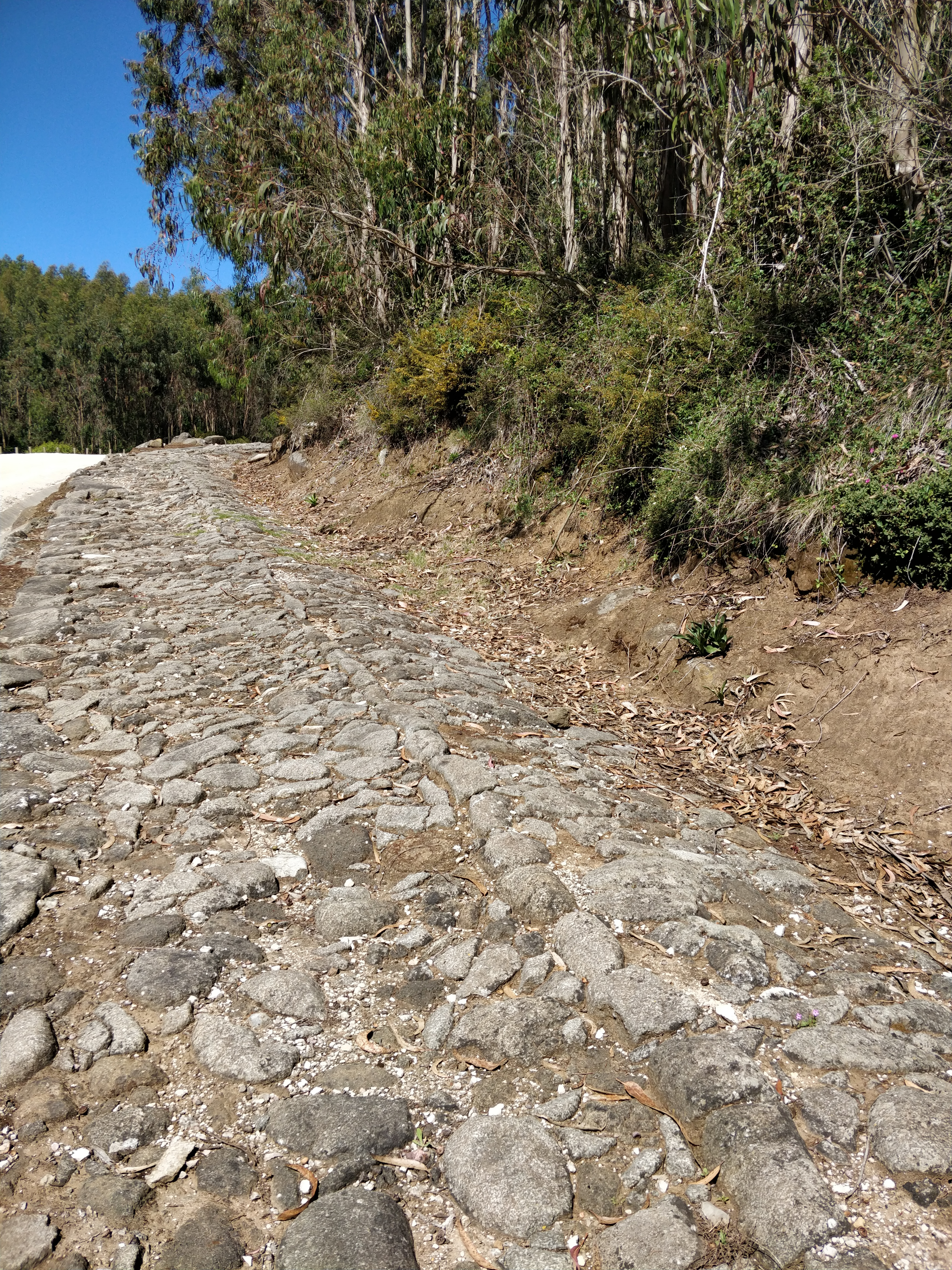
Sección de la carretera original utilizada para abastecer el fuerte.

No obstante, la amenaza de futuras invasiones por parte de los franceses hizo que Wellington, en un documento firmado el 20 de octubre de 1809, diera órdenes para la construcción de líneas fortificadas de defensa que impidieran el acceso a Lisboa de futuras tropas invasoras y que aseguraran la evacuación y reembarque de las tropas británicas en caso de necesidad. El Fuerte de Alqueidão se integró en la primera de las cuatro líneas de defensa previstas, empezándose su construcción en noviembre de 1809, más o menos al mismo tiempo en que se iniciaban las mejoras en la Fortaleza de San Julián de la Barra, cercana a Lisboa, y la construcción del nuevo Fuerte de san Vicente, en Torres Vedras. En octubre del año siguiente se habían construido 126 fuertes, reductos y otras construcciones defensivas, a lo largo de 80 kilómetros, aprovechándose de los obstáculos naturales que ofrecía la topografía del terreno.
En agosto de 1810 se produjo la conocida como tercera invasión francesa de Portugal, con una fuerza de 65 000 hombres mandados por el mariscal Masséna. Las fuerzas de la alianza anglo-portuguesa que le hacían frente no eran tan numerosas, pese a lo cual lograron derrotar al ejército francés en la batalla de Busaco, al norte de Coímbra. Tras la victoria, las fuerzas aliadas seguían siendo inferiores y se refugiaron en las líneas de Torres Vedras, desconocidas por entonces para los franceses. Las tropas de Masséna se agruparon en torno a Sobral de Monte Agraço. Tomaron el pueblo, pero no pudieron conquistar el Fuerte de Alqueidão, que atacaron el 13 y 14 de octubre. Se convencieron de que las líneas defensivas eran inexpugnables. Se produjo entonces, por ambas partes, un estancamiento en las acciones militares durante varios meses, hasta que por fin, en marzo de 1811, Massena decidió retirar su ejército hasta la frontera española por falta de suministros y abastos. Los trabajos en las líneas continuaron, a pesar de la retirada francesa, hasta que se dieron por concluidas en 1812, tras haber construido 152 puntos fuertes.

## Características

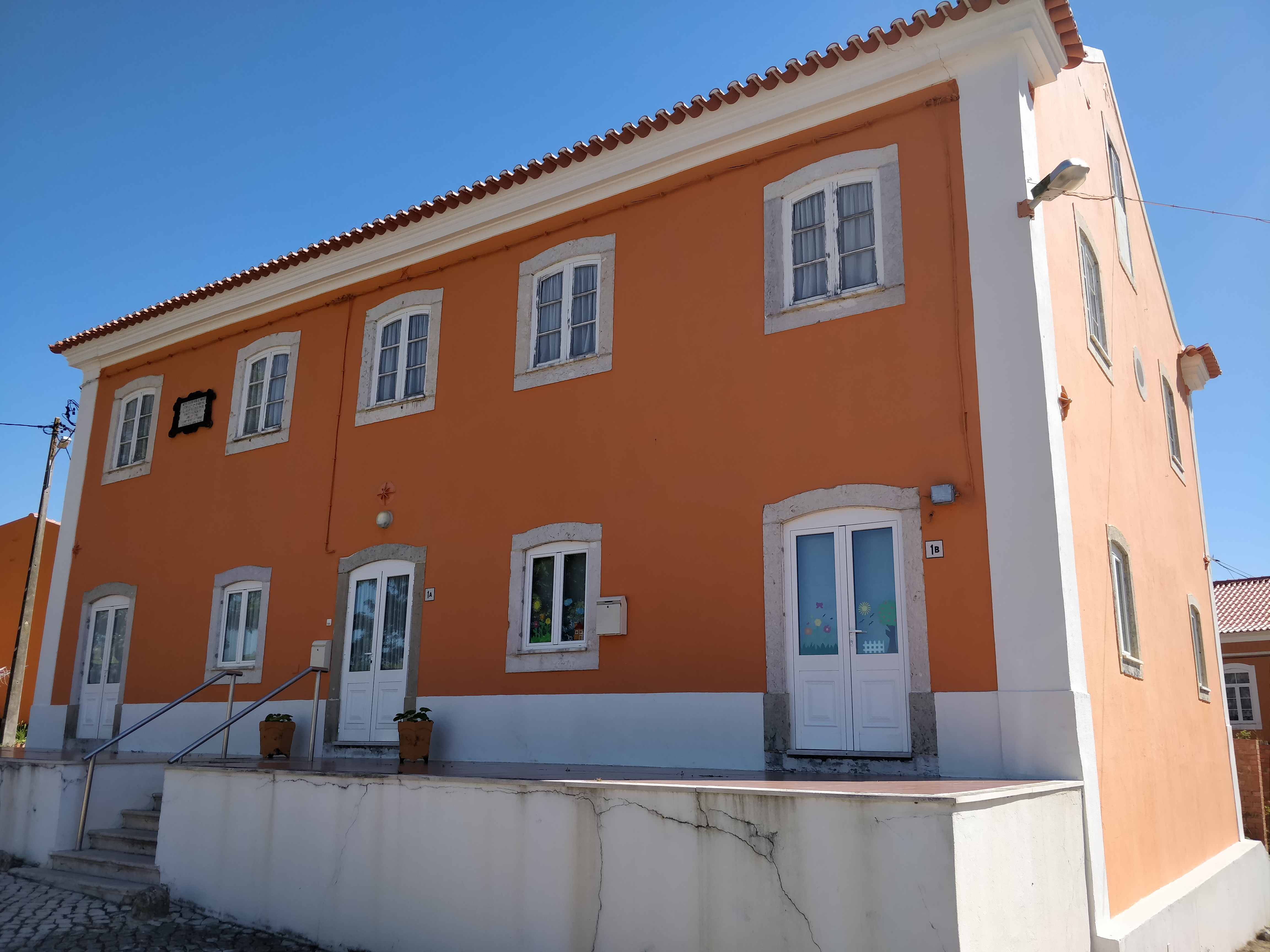
Estado actual del cuartel general de Wellington en Pero Negro.

El fuerte está a 439 metros sobre el nivel del mar y corona la sierra de Monte Agraço, ocupando una superficie de 3,5 hectáreas. Era parte de un grupo de siete fuertes o reductos en el segundo distrito o sección de la primera de las líneas de Torres Vedras, y llevaba el n.º 14 en el sistema de construcción y seguimiento de las distintas fortificaciones de las líneas. La construcción del Fuerte de Alqueidão empezó el 4 de noviembre de 1809. El cuartel general de Wellington se encontraba muy cerca, en la Quinta dos Freixos situada en el vecino pueblo de Pero Negro. Por su posición elevada el fuerte sirvió de puesto de mando para el conjunto de las líneas y desde allí estaba en comunicación por telégrafo óptico con otras fortificaciones.
El Fuerte de Alqueidão tenía una guarnición de 1590 hombres, y estaba artillado con 24 cañones (14 de 12 libras, 6 de 9 libras y 4 de 6 libras). La guarnición era portuguesa, al mano del general inglés Denis Pack, junto a dos compañías de artilleros de Sobral formadas e instruidas por el general inglés William Beresford, que era mariscal en el ejército portugués.

## En la actualidad
Como parte del programa de restauración para celebrar el segundo centenario de las líneas de Torres Vedras, entre 2008 y 2011 se llevó a cabo una exploración arqueológica cuyos resultados han permitido identificar la residencia del gobernador, un almacén, una cisterna, y una armería o arsenal. Los resultados arqueológicos no se limitaron al mejor conocimiento de las técnicas de construcción utilizadas, sino que también desvelaron que el lugar había estado habitado en la Edad del Hierro.
Los trabajos de restauración han conllevado la tala de los árboles que habían poblado el lugar, que impedían apreciar su posición preeminente sobre el entorno, para lo cual se ha añadido, además, un mirador que permite contemplar los fuertes de las líneas situados en las cercanías.